# Shakira Austin
Pour les articles homonymes, voir Austin.
Shakira Austin, née le 25 juillet 2000, est une joueuse professionnelle de basket-ball qui évolue dans le championnat nord-américain de basket-ball, la Women's National Basketball Association (WNBA). Elle a joué au basket universitaire pour les Terrapins du Maryland et pour les Rebels d'Ole Miss. Elle est draftée par le Mystics de Washington en 2022.

## Biographie

### Jeunesse
Austin grandit à Fredericksburg en (Virginie), elle joue au basket-ball au lycée James Monroe pendant sa première année puis au lycée Colonial Forge lors de son année junior et sophomore. Austin joue sa dernier année au lycée Riverdale Baptist en Virginie.
Pendant son année junior, Austin mène son équipe de Colonial Forge au titre de son État de virginie classe 6A avec des moyennes de 18,0 points et 12,3 rebonds par match. Austin est sélectionnée au McDonald's All-American, WBCA High School All-American. Elle joue dans le Jordan Brand Classic Game où elle fini MVP de l'équipe à l'extérieur avec 18 points et 14 rebonds.
Lors de son année senior en 2017-2018, Austin obtient des moyennes de 17,4 points, 9,4 rebonds et 2,1 contres par match, son équipe finit la saison avec 22 victoire pour 5 défaite.

### Carrière universitaire
Austin est classé au quatrième rang des joueuses du pays dans la classe de recrutement 2018 et au deuxième rang des attaquantes. Austin signe avec les Terrapins du Maryland après le lycée. Elle fait deux années à Maryland avant d'annoncer son transfert à Ole Miss.
Austin remporte deux titres de saison régulière Big Ten avec les Terrapins du Maryland.

#### Freshman
Lors de son première match, Austin capte 21 rebonds avec 12 points et 7 contres, elle est la première joueuse à capter 20 rebonds lors de son premier match en carrière. Les Terrapins du Maryland sont champion de saison régulière avec 26 victoires pour 3 défaites. Elle joue le tournoi NCAA et perd au deuxième tour. Austin finit la saison avec des moyennes de 8,4 points, 9,5 rebonds et 2,6 contres par match. Elle bat le record des Terrapins du Maryland pour le nombre de contres en une saison avec 89.
Austin remporte les honneurs de la mention honorable All-Big Ten du panel des médias de la ligue et est également élue dans l'équipe All-Big Ten Freshman et l'équipe défensive par les entraîneurs en chef de la ligue. Elle est la seule étudiante de première année à figurer sur la liste de surveillance du joueur défensif de l'année Naismith.

#### Sophomore
En deuxième année Maryland est champion de saison régulière avec 25 victoires pour 4 défaites. La saison 2019-2020 est arrêtée en raison de la pandémie de Covid-19.
Austin obtient des moyennes de 12,0 points, 6,8 rebonds et 1,3 contre par match. Elle finit dans la seconde équipe All-Big Ten. Austin quitte le Maryland avec 668 points, 542 rebonds et 130 contres et elle a fait 15 matchs en double-double.

#### Junior
Transférée à Ole Miss en avril 2020, Austin est immédiatement éligible. Elle joue dans 27 matchs et en commence 26. Elle termine la saison avec une moyenne de 18,6 points, 9,1 rebonds, 1,8 contre, 1,6 interception, 1,3 passe décisive et tire à 51,9 % au total et 75,9 % depuis la ligne des lancers francs. Elle réalise 13 double-doubles.
Austin obtient les récompenses, WBCA Honourable Mention All-America, le trophée Gillom (en) qui est décerné chaque saison à la meilleure basketteuse de l'État du Mississippi. Elle est la première Rebel à remporter le trophée Gillom et première finaliste Ole Miss depuis 2016 après Shandricka Sessom. Elle finit dans la première équipe All-SEC, la première Rebel nommée depuis 2014-2015 après Tia Faleru, elle obtient aussi une place dans les équipes WNIT All-Tournament et All-Memphis Regional.
Austin est la première Rebel depuis Bianca Thomas à marquer 20 points ou plus lors de quatre matchs consécutifs depuis la saison 2009-2010. Elle est aussi la premier Rebel à enregistrer cinq double-doubles consécutifs depuis Armintie Price en 2006-2007.

### Carrière professionnelle

#### Début professionnelle avec Washington et Ramla (2022-2023)
Austin est draftée en troisième position par les Mystics de Washington lors de la draft WNBA 2022. Lors de sa première saison avec les Mystics, elle dispute six match à plus de dix rebonds, ce qui est un record de franchise pour une rookie et elle égale Alessandra Santos de Oliveira avec quatre double-doubles pour une rookie. Elle finit la saison avec des moyennes de 8,7 points par match, ce qui la classe troisième parmi les rookies et 6,4 rebonds par match, ce qui la classe deuxième parmi les rookies. Lors de sa première saison, Austin finit deuxième de la course au rookie de l'année et elle est sélectionnée dans la All-Rookie Team de la WNBA.
Avec les Mystics, Austin finit la saison à la cinquième position du classement. Elles obtiennent 22 victoires pour 14 défaites, ce qui leur permet de se qualifier pour les playoffs. Elles affrontent le Storm de Seattle lors du premier tour des playoffs mais perdent la série 2 à 0.
Après sa première saison WNBA, Austin signe avec le champion d'Israël Elitzur Ramla. Elle aide Ramla à remporter un deuxième titre consécutif en championnat et Austin est choisie comme meilleure joueuse de la ligue. Ramla n'ayant pas réussi à se qualifier pour l'Euroligue 2022-2023, joue l'Eurocoupe 2022-2023 où les joueuses perdent en quarts de finale. Austin obtient en Eurocoupe des moyennes de 20,2 points, 12,7 rebonds et 1,5 contre par match.

## Statistiques

### États-Unis

#### Université
| Gras/Meilleures performances | [ 14 ] |

| Saison                    | Équipe                    | Matchs | Titul. | Min./m | % Tir | % 3pts | % LF | Rbds/m. | Pass/m. | Int/m. | Ctr/m. | Pts/m. |
| ------------------------- | ------------------------- | ------ | ------ | ------ | ----- | ------ | ---- | ------- | ------- | ------ | ------ | ------ |
| 2018-2019                 | Terrapins du Maryland     | 34     | 21     | 23,5   | 43,2  | -      | 47,9 | 9,5     | 1,1     | 1,1    | 2,6    | 8,4    |
| 2019-2020                 | Terrapins du Maryland     | 32     | 26     | 23,8   | 50,9  | 0,0    | 64,3 | 6,8     | 1,7     | 1,8    | 1,3    | 12,0   |
| 2020-2021                 | Rebels d'Ole Miss         | 27     | 26     | 28,9   | 51,9  | 17,6   | 75,9 | 9,1     | 1,3     | 1,6    | 1,8    | 18,6   |
| 2021-2022                 | Rebels d'Ole Miss         | 32     | 32     | 27,7   | 46,3  | 23,5   | 68,1 | 9,0     | 1,7     | 1,2    | 2,1    | 15,2   |
| Total : moyenne par match | Total : moyenne par match |        |        | 25,8   | 48,3  | 20,0   | 64,7 | 8,6     | 1,4     | 1,4    | 2,0    | 13,3   |
| Totaux                    | Totaux                    | 125    | 105    | 3 223  | 612   | 7      | 426  | 1 075   | 179     | 175    | 244    | 1 657  |

#### WNBA

##### Saison régulière
| Leader de la ligue | Gras/Meilleures performances | [ 15 ] |

| Saison | Équipe     | Matchs | Titul. | Min./m | % Tir | % 3pts | % LF | Rbds/m. | Pass/m. | Int/m. | Ctr/m. | Pts/m. |
| ------ | ---------- | ------ | ------ | ------ | ----- | ------ | ---- | ------- | ------- | ------ | ------ | ------ |
| 2022   | Washington | 36     | 32     | 21,6   | 54,7  | 0,0    | 62,4 | 6,5     | 0,9     | 0,7    | 0,8    | 8,7    |
| Total  | Total      | 36     | 32     | 21,6   | 54,7  | 0,0    | 62,4 | 6,5     | 0,9     | 0,7    | 0,8    | 8,7    |

##### Playoffs
| Leader de la ligue | Gras/Meilleures performances | [ 15 ] |

| Saison | Équipe     | Matchs | Titul. | Min./m | % Tir | % 3pts | % LF | Rbds/m. | Pass/m. | Int/m. | Ctr/m. | Pts/m. |
| ------ | ---------- | ------ | ------ | ------ | ----- | ------ | ---- | ------- | ------- | ------ | ------ | ------ |
| 2022   | Washington | 2      | 2      | 27,0   | 46,2  | -      | 50,0 | 7,5     | 1,0     | 1,0    | 0,5    | 7,0    |
| Total  | Total      | 2      | 2      | 27,0   | 46,2  | -      | 50,0 | 7,5     | 1,0     | 1,0    | 0,5    | 7,0    |

## Palmarès, distinctions et records

### Palmarès

#### Sélection nationale
Médaille d’or de la Coupe du monde 2022

#### Europe
- Championne d'Israel en 2023

### Distinctions

#### WNBA
- All-Rookie Team en 2022

#### Université
- 2× First-team All-SEC en 2021 et 2022
- 2× Gillom Trophy en 2021 et 2022
- Second-team All-Big Ten en 2020
- Big Ten All-Defensive Team en 2019
- Big Ten All-Freshman Team en 2019

#### Lycée
- McDonald's All-American en 2018

### Records

#### Records WNBA
| Type de statistique        | Saison régulière | Saison régulière   | Saison régulière | Playoffs | Playoffs         | Playoffs     |
| Type de statistique        | Record           | Adversaire         | Date             | Record   | Adversaire       | Date         |
| -------------------------- | ---------------- | ------------------ | ---------------- | -------- | ---------------- | ------------ |
| Points                     | 21               | Sun du Connecticut | 21 mai 2023      | 12       | Storm de Seattle | 18 août 2022 |
| Paniers marqués            | 10               | Sun du Connecticut | 21 mai 2023      | 6        | Storm de Seattle | 18 août 2022 |
| Paniers tentés             | 14               | Sun du Connecticut | 21 mai 2023      | 10       | Storm de Seattle | 18 août 2022 |
| Paniers à 3 points réussis | -                |                    |                  | -        |                  |              |
| Paniers à 3 points tentés  | 1                | Mercury de Phoenix | 14 juin 2022     | -        |                  |              |
| Lancers francs réussis     | 6                | Sky de Chicago     | 18 juin 2023     | 2        | Storm de Seattle | 21 août 2022 |
| Lancers francs tentés      | 10               | Sky de Chicago     | 18 juin 2023     | 2        | Storm de Seattle | 21 août 2022 |
| Rebonds offensifs          | 4                | 5 fois             | 5 fois           | 3        | 2 fois           | 2 fois       |
| Rebonds défensifs          | 10               | 2 fois             | 2 fois           | 5        | Storm de Seattle | 21 août 2022 |
| Rebonds totaux             | 13               | Lynx du Minnesota  | 10 juin 2022     | 8        | Storm de Seattle | 21 août 2022 |
| Passes décisives           | 3                | 3 fois             | 3 fois           | 2        | Storm de Seattle | 21 août 2022 |
| Interceptions              | 3                | 2 fois             | 2 fois           | 1        | 2 fois           | 2 fois       |
| Contres                    | 2                | 7 fois             | 7 fois           | 1        | Storm de Seattle | 18 août 2022 |
| Balles perdues             | 5                | 2 fois             | 2 fois           | 3        | Storm de Seattle | 21 août 2022 |
| Minutes jouées             | 35               | Lynx du Minnesota  | 8 mai 2022       | 29       | Storm de Seattle | 21 août 2022 |

- Double-double : 11

## Pour approfondir